# D'Jamila Tavares
D'Jamila Tavares (17 novembre 1994) è una mezzofondista e siepista saotomense.

## Biografia
Nel 2020 ha fatto registrare il record nazionale di São Tomé e Príncipe nei 2000 metri siepi durante la finale dei campionati portoghesi assoluti di atletica leggera.
Nel 2021 si è qualificata ai Giochi olimpici di Tokyo, dove è stata portabandiera di São Tomé e Príncipe durante la cerimonia di apertura.

## Record nazionali
Seniores
- 2000 metri siepi: 7'02"40 ( Lisbona, 15 agosto 2020)

## Progressione

### 800 metri piani
| Stagione | Tempo   | Luogo   | Data      | Rank. Mond. |
| -------- | ------- | ------- | --------- | ----------- |
| 2019     | 2'17"00 | Lisbona | 21-7-2019 |             |

### 3000 metri siepi
| Stagione | Tempo    | Luogo     | Data      | Rank. Mond. |
| -------- | -------- | --------- | --------- | ----------- |
| 2021     | 11'20"77 | Guimarães | 3-7-2021  |             |
| 2019     | 10'59"61 | Leiria    | 27-7-2019 |             |

## Palmarès
| Anno | Manifestazione  | Sede  | Evento      | Risultato | Prestazione | Note                          |
| ---- | --------------- | ----- | ----------- | --------- | ----------- | ----------------------------- |
| 2021 | Giochi olimpici | Tokyo | 800 m piani | Batteria  | 2'16"72     | Miglior prestazione personale |

## Campionati nazionali
2019
- In finale fuori classifica ai campionati portoghesi assoluti, 800 m piani - 2'17"00
- In finale fuori classifica ai campionati portoghesi assoluti, 3000 m siepi - 11'10"05

2020
- 4ª ai campionati portoghesi assoluti indoor, 3000 m piani - 10'19"44
- In finale fuori classifica ai campionati portoghesi assoluti, 2000 m siepi - 7'05"78

2021
- 8ª ai campionati portoghesi assoluti indoor, 1500 m piani - 4'54"71